# Missing You (Sammi Cheng)
Missing You (Chinees: 捨不得你) is een album van de Cantopopzangeres Sammi Cheng. Het is opgenomen in 1995 en uitgegeven in november van hetzelfde jaar.

## Tracklist
1. 男士今天你很好
2. 秋冬愛的故事
3. 捨不得你
4. Tequila一杯
5. 愛的輓歌
6. 孤男寡女
7. 奢侈
8. 細雪
9. 滴著眼淚
10. 世界還未末日